# Shamisen

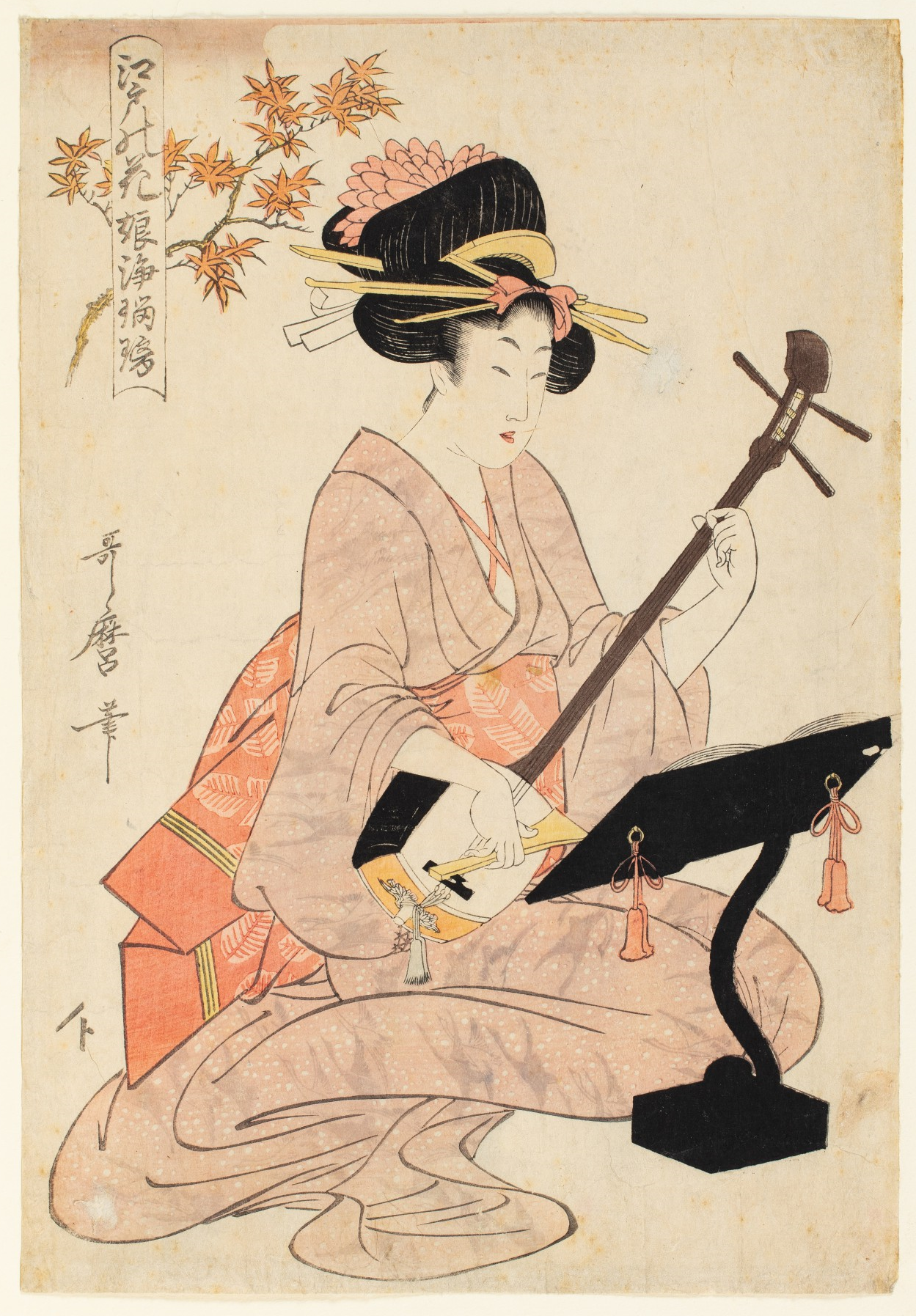
Drzeworyt Utamaro Kitagawy, przedstawiający młodą kobietę grającą na shamisenie (ca 1803).

Shamisen (jap. 三味線 shamisen lub samisen) – japoński instrument muzyczny, strunowy, szarpany. Jego nazwa w języku japońskim oznacza dosłownie „struny trzech smaków”.

## Budowa
Shamisen jest podobnej długości co gitara, ma jednak o wiele cieńszy, bezprogowy gryf. Pudło rezonansowe jest w kształcie zbliżonym do prostokątnego, zaokrąglone i nieco podobne do bębenka. Z przodu i z tyłu jest pokryte skórą (zazwyczaj kota, w droższej wersji, lub psa w tańszej, jednak obecnie używa się też specjalnego papieru lub różnych odmian plastiku), co wzmacnia dźwięk uzyskany ze strun. Długość instrumentu jest różna, od 1,1 do 1,4 metra.
Tradycyjnie trzy struny są jedwabne, obecnie używa się raczej nylonu.
Struny uderza się plektronem (jap. 桴 bachi). Tradycyjnie był on wykonany z kości słoniowej albo skorupy żółwia, teraz jest drewniany. Ma kształt podobny do liścia miłorzębu.

## Historia

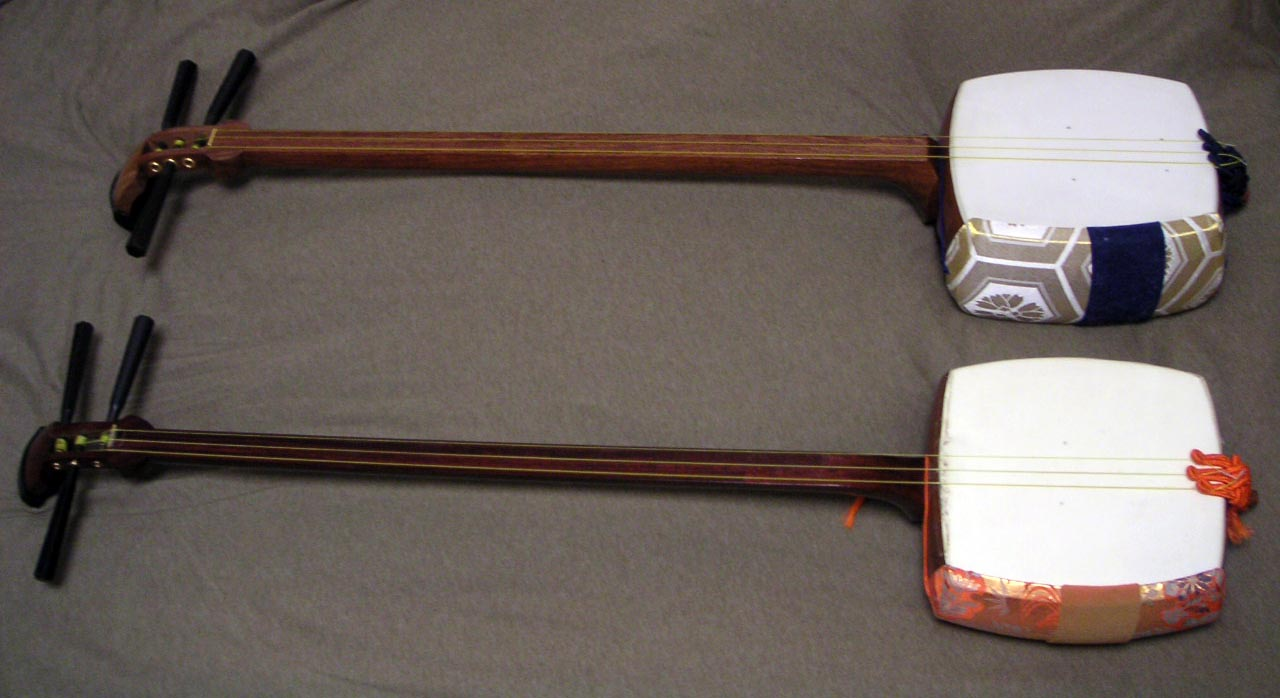
Shamisen

Prekursorem shamisenu jest sanshin (jap. 三線) (instrument popularny zwłaszcza na Okinawie), który z kolei wywodzi się od chińskiego sanxiana.
Tradycyjnie na shamisenie grali zarówno mężczyźni, jak i kobiety. Grało się na nim bądź solo, bądź też razem z innymi shamisenami, jako akompaniament do pieśni ko-uta (jap. 小唄) (dosłownie „krótka pieśń”) i naga-uta (jap. 長唄) („długa pieśń”), poematów lirycznych (ballad) tokiwazu i kiyomoto, albo jako podkład do tradycyjnego tańca. Używany też w tradycyjnych teatrach japońskich – kabuki (jap. 歌舞伎) i nō oraz lalkowym – bunraku (jap. 文楽). Shamisen stał się atrybutem gejsz, które akompaniowały sobie nim do ko’uta.
Istnieje bardziej klasyczny styl muzyki związany z shamisenem – jiuta (jap. 地唄).
Na początku XX wieku wyodrębnił się nowy styl gry na shamisenie, oparty na tradycyjnych pieśniach ludowych (min’yō), zawierający jednak dużo efektownej improwizacji. Jest teraz znany jako Tsugaru-jamisen (od regionu, z którego się wywodzi) i wciąż jest stosunkowo popularny w Japonii. Ten wirtuozerski styl bywa porównywany do bluegrassowego banjo.
Dzisiaj shamisen wykorzystywany jest także do gry z innymi instrumentami, na przykład w orkiestrach, niekiedy gra na shamisenie wykorzystywana jest w muzyce bluegrass, jazzowej i rockowej.

## Dźwięk

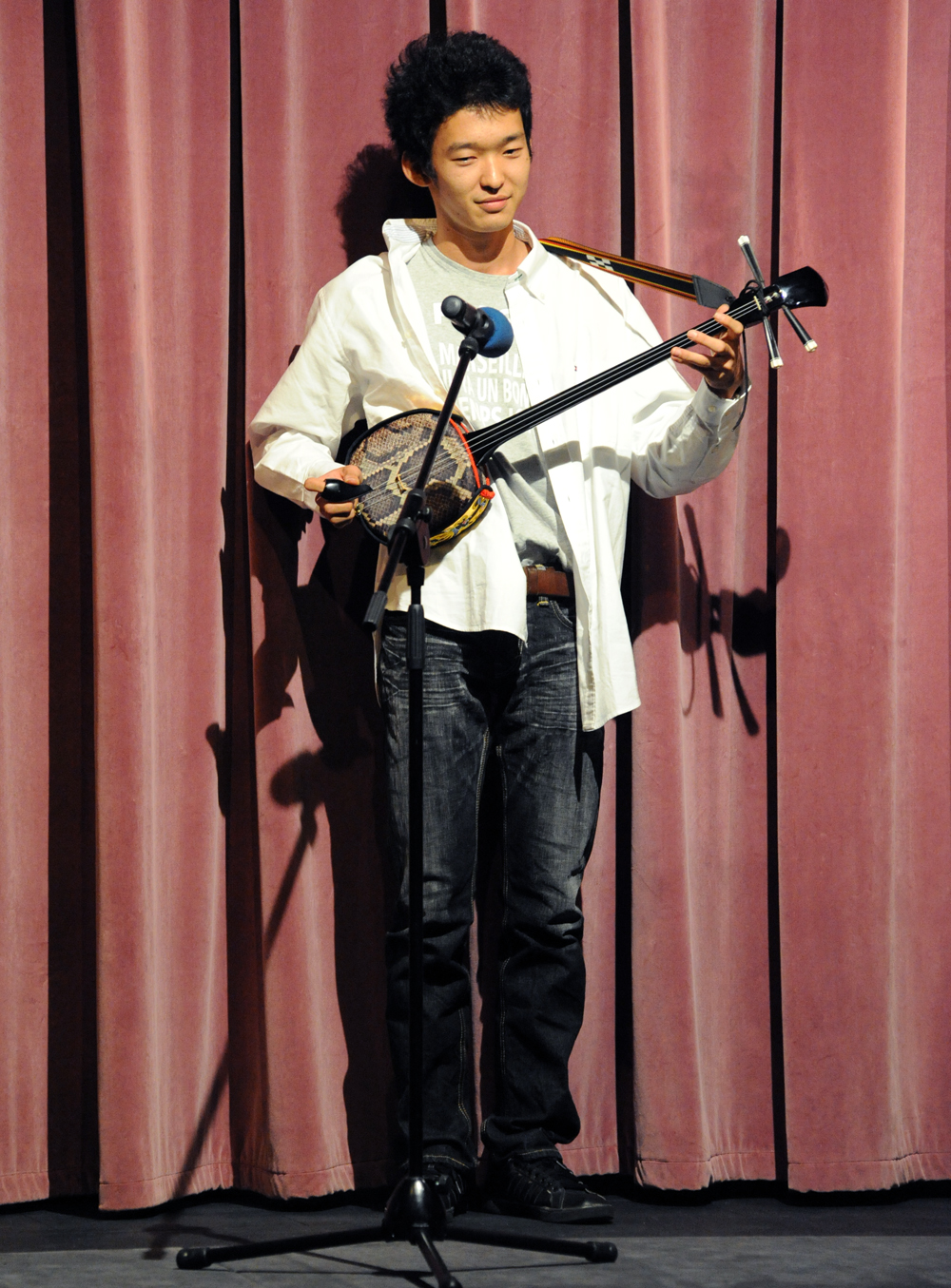
Pokaz gry na shamisenie podczas 5. Festiwalu Skrzyżowania Kultur w Warszawie, 13 września 2009

Dźwięk shamisenu jest podobny do dźwięku amerykańskiego banjo, z tym że bębenkopodobny, pokryty skórą korpus (dō) wzmacnia dźwięk wydobywany z drgających strun. Ponadto często używa się bachi do uderzania zarówno strun, jak i skóry pokrywającej korpus, co daje mocno perkusyjny efekt dźwiękowy. W ko-uta oraz czasem w innych rodzajach pieśni szarpie się struny palcami.

## Strojenie
Strojenie shamisenu przebiega odmiennie niż strojenie innych instrumentów strunowych. Jako pierwsza strojona jest największa struna (z głosem muzyka lub śpiewaka). Dwie pozostałe struny dostraja się do pierwszej. Najczęściej stosuje się trzy rodzaje strojenia:
- hon-chōshi
- niagari-chōshi
- san-sagari.

Dobry strój instrumentu utrzymuje się krótko, w zależności od temperatury instrumentu, otoczenia i intensywności grania. Z tego powodu podczas gry shamisen często jest dostrajany.